# Guglielmo Cusi
Guglielmo Cusi (1942) è un sindacalista e politico italiano. Presidente della provincia di Reggio Emilia dal 1980 al 1982.

## Biografia
Sindacalista della CGIL, è segretario generale aggiunto della Camera del Lavoro provinciale di Reggio Emilia dal 1975 al 1980.
Militante del Partito Socialista Italiano, nel 1980 viene eletto consigliere provinciale e poco dopo Presidente della Provincia di Reggio Emilia; rimane in carica fino al gennaio 1982. 
È stato poi direttore della scuola edile reggiana e successivamente coordinatore in Vietnam del progetto di solidarietà Nexus, promosso dal coordinamento sindacale della CGIL.